# IV WO Howerlia
IV WO Howerla – okręg wojskowy (WO) Ukraińskiej Powstańczej Armii nr 4, wchodzący w skład Grupy Operacyjnej UPA-Zachód.
Okręg obejmował teren obwodu stanisławowskiego. W 1945 roku włączono do niego obwody V WO Makiwka, VII WO Suczawa i VIII WO Sribna. Dowódcą okręgu był Iwan Butkowśkyj „Hucuł”, a następnie mjr Mykoła Twerdochlib „Hrim”. 
Okręg dzielił się na 3 odcinki taktyczne (TW):
- 20 TW „Czerniwcі”
- 21 TW „Huculszczyna”
- 22 TW „Czornyj Lis”

## Jednostki
Na terenie tego okręgu powstały lub walczyły:
- kureń „Bukowinśkyj”, dowódca „Lisowyj” 
  - sotnia „Awangard” (dowódca „Pawłenko”)
  - sotnia „Siri Wowky” (dowódca „Bystryj”)
  - sotnia „Bojary” (dowódca „„Bojaryn”)
- kureń „Peremoha” (dowódca „Nedobytyj”)
  - sotnia „Pidhirśkiego”
  - sotnia „Doroszenki”
  - sotnia „Chmary”
- kureń „Hajdamaky” (dowódca „Ren”)
  - sotnia „Surma”
  - sotnia „im. Bohuna”
  - sotnia „im. Gonty”
- kureń „Huculśkyj” (dowódca „Tysa”)
  - sotnia „Czeremosz”
  - sotnia „Czornohora”
  - sotnia „Howerla”
- kureń „Karpatśkyj” (dowódca „Kozak”)
  - sotnia „Bereziwka”
  - sotnia „Trembita”
  - sotnia „im. Kołodzińskiego”